# Cheirodon australe
Cheirodon australe is een straalvinnige vissensoort uit de familie van de karperzalmen (Characidae). De wetenschappelijke naam van de soort is voor het eerst geldig gepubliceerd in 1928 door Eigenmann.